# Unione dei comuni montani Le Valli dell'Entella
L'Unione dei comuni montani Le Valli dell'Entella è stata un'unione di comuni della Liguria, nella città metropolitana di Genova, formata dai comuni di Borzonasca, Mezzanego e Ne. L'Unione si è disciolta nel 2024.

## Storia
L'unione è nata con atto costitutivo del 5 dicembre 2014 firmato nel municipio di Borzonasca dai rappresentanti locali delle due valli genovesi.
L'ente locale aveva sede a Borzonasca. Il primo presidente, eletto il 26 marzo 2015, è stato Danilo Repetto.

## Descrizione
L'unione dei comuni comprendeva quella parte del territorio genovese di levante della val Graveglia e della valle Sturla.
Per statuto l'Unione si occupava di questi servizi:
- organizzazione generale dell'amministrazione, gestione finanziaria e contabile e controllo;
- organizzazione dei servizi pubblici di interesse generale di ambito comunale, ivi compresi i servizi di trasporto pubblico comunale;
- catasto;
- la pianificazione urbanistica ed edilizia di ambito comunale nonché la partecipazione alla pianificazione territoriale di livello sovra comunale;
- la programmazione in materia di difesa del suolo;
- la promozione turistica;
- la programmazione, la predisposizione e l'attuazione di progetto per il territorio;
- organizzazione e gestione dei rifiuti e la riscossione dei relativi tributi;
- progettazione e gestione del sistema locale dei servizi sociali ed erogazione delle relative prestazioni ai cittadini;
- edilizia scolastica, organizzazione e gestione dei servizi scolastici;
- polizia municipale e polizia amministrativa locale e sicurezza sociale;
- tenuta dei registri di stato civile e di popolazione;
- servizi in materia statistica;
- la comunicazione e l'informatizzazione.

## Amministrazione
| Periodo         | Periodo       | Primo cittadino    | Partito               | Carica                               | Note |
| --------------- | ------------- | ------------------ | --------------------- | ------------------------------------ | ---- |
| 5 dicembre 2014 | 26 marzo 2015 | Giuseppino Maschio | sindaco di Borzonasca | rappresentante dell'Unione           |      |
| 26 marzo 2015   | in carica     | Danilo Repetto     | sindaco di Mezzanego  | presidente del Consiglio dell'Unione |      |